# Marilyn Raphael
Marilyn N. Raphael é uma climatóloga de Trinidade e Tobago conhecida por seu trabalho sobre a mudança climática e a variabilidade no hemisfério sul de alta latitude. É professora do Departamento de Geografia da Universidade da Califórnia em Los Angeles (UCLA).

## Biografia
Marilyn Raphael nasceu e cresceu em Trinidade e Tobago. Concluiu o curso de Geografia na Universidade McMaster em 1984 e, após, cursou mestrado e doutorado na Universidade Estadual de Ohio. Sua pesquisa é focada na mudança climática global e na variabilidade, especificamente na dinâmica do clima nas latitudes médias e altas do hemisfério sul e na interação entre o gelo marinho antártico e a atmosfera. Em seu trabalho, utiliza modelos climáticos globais e bancos de dados de observação em grande escala.
É professora do Departamento de Geografia da UCLA desde 1998, ministrando cursos de Climatologia, Análise de Impacto Ambiental, Estudos Ambientais, Climatología Tropical e Publicação de Investigações Geográficas.
Raphael é co-presidenta do grupo de especialistas em Processos e Clima Marinho Antártico (ASPeCt) do Comité Científico sobre Pesquisa Antártica (SCAR). Também é co-diretora da Iniciativa de Previsão do Clima Polar (PCPI) do Programa Mundial de Investigações Climáticas (PMIC). É coautora do livro The Encyclopedia of Weather and Climate Change: A Complete Visual Guide, pelo qual recebeu o prêmio Atmospheric Science Librarians International Choice Award, em 2010.